# Mao Denda
Mao Denda é uma cantora de J-pop, iniciou sua carreira em 2000, mas em 2001  deixou sua carreira musical, retornou em 2006 sob o nome MAO / d, mas logo voltou a cantar sob seu nome real.

## Discografia

### Álbuns
- Eternal Voice-20 de dezembro de 2000
- I AM-9 de dezembro de 2009

### Outros álbuns
- MAO DENDA REMIXES 1 (Remix)-28 de março de 2001
- Diamond Kisses -19 de dezembro de 2001
- COLORS OF LOVE (Mini-Álbum) (MAO/d)-5 de dezembro de 2007

### Singles
- Mimi Moto ni Iru yo ... ~ ~ Ring the Bells (耳もとにいるよ... ~ ~ Ring the Bells)-19 de janeiro de 2000
- Anata to futari de (あなたとふたりで)-29 de março de 2000
- Masquerade (マスカレード)-28 de junho de 2000
- Happy Ever After-22 de novembro de 2000
- Dakiyoseta Destiny ~Dream of Asia~ (feat.SPHERE of INFLUENCE) (抱き寄せたDestiny ~Dream of Asia~)-27 de junho de 2001
- ONE LAST KISS-21 de novembro de 2001
- VERY LOVE -0.5℃ (MAO/d)-22 de novembro de 2006
- Mizu no Inori -JOY- (水の祈り -JOY-) (MAO/d)-7 de fevereiro de 2007
- Bitter Sweet-17 de março de 2009
- Nakitaku Naru Kedo (泣きたくなるけど)-24 de junho de 2009
- My Style-25 de novembro de 2009
- N/D-17 de março de 2010